# 더티 로맨스
"더티 로맨스"는 2017년에 개봉한 대한민국의 영화이다.

## 캐스팅
- 김준우 : 구철중 역
- 안하나 : 구미중 역
- 길덕호 : 길덕호 역
- 최홍준 : 김창기 역
- 김동규 : 김덕기 역
- 최정남 : 창기엄마 역
- 엄윤재 : 구숙궁 역
- 신연재 : 학원녀 역
- 유현호 : 학원남 역
- 문운영 : 하숙여고생 역
- 조하석 : 하숙여고생 부 역
- 서현석 : 노숙자 역
- 이정배 : 덕호아버지 역
- 강경남 : 취객 역